# DEVD-Sequenz
Mit DEVD wird im Einbuchstabencode die Aminosäuresequenz aus Asparaginsäure-Glutaminsäure-Valin-Asparaginsäure (Asp-Glu-Val-Asp) bezeichnet.
Die DEVD-Sequenz stimmt mit einer Sequenz innerhalb der Poly-ADP-Ribose-Polymerase 1 (PARP-1), einem DNA-Reparatur-Enzym überein. Die Spaltung der DEVD-Sequenz wird durch Caspase-3 während des programmierten Zelltods (Apoptose) katalysiert. In der Biochemie gibt es eine Reihe von verschiedenen Anwendungen der DEVD-Sequenz.

## DEVD-Derivate
Verschiedene DEVD-Derivate, wie DEVD-AMC oder DEVD-AFC, werden als fluorimetrisches Assays für die Ermittlung der Enzymaktivität der Caspasen verwendet. Dabei wird ein an DEVD gebundener Fluoreszenzfarbstoff, beispielsweise 7-Amino-4-methylcumarin (AMC), durch die Aktivität der Caspase-3, -6 oder -7 freigesetzt und fluoreszenzspektrometrisch gemessen. Die Intensität des fluoreszierenden Lichtes korreliert direkt mit der Aktivität Caspasen.
Mit DEVD-CHO (Asp-Glu-Val-Asp-Aldehyd) und DEVD-fmk (Asp-Glu-Val-Asp-O-Methyl-fluormethylketon) wurden zwei Caspase-Inhibitoren entwickelt. Die N-Acetyl-Variante des DEVD-CHO (AcDEVD-CHO = N-Acetyl-Asp-Glu-Val-Asp-Aldehyd) reduziert die Neurotoxizität der Chemotherapeutika Cisplatin, Cyclophosphamid, Methotrexat, Vinblastin und Thiotepa.